# Phương Hữu Việt
Phương Hữu Việt (sinh 1 tháng 7 năm 1964 tại xã Phú Lương, huyện Lương Tài, Bắc Ninh) là đại biểu Quốc hội Việt Nam khóa X, XI, XII, XIII thuộc đoàn Bình Dương.

## Tiểu sử
Tên thường gọi: Phương Hữu Việt
Ngày sinh: ngày 1 tháng 7 năm 1964
Giới tính: Nam
Dân tộc: Kinh
Tôn giáo: Không
Quê quán:
Trình độ chuyên môn: Kỹ sư Kinh tế
Nơi ứng cử: TP Hà Nội
Đại biểu Quốc hội khoá: X
Đại biểu chuyên trách: Không
Đại biểu Hội đồng nhân dân: Không

### Khóa XIII
là đại biểu Quốc hội Việt Nam khóa X, XI, XII, XIII
Tôn giáo: Không
Quê quán: xã Phú Lương, huyện Lương Tài, Bắc Ninh
Trình độ chuyên môn: Tiến sỹ Kinh tế
Nghề nghiệp, chức vụ: Chủ tịch Hội hợp tác phát triển Kinh tế Việt Nam - Lào - Campuchia, Chủ tịch Hội đồng quản trị Ngân hàng Thương mại Cổ phần Việt Á, Chủ tịch Hội Doanh nghiệp Việt Nam - LB Nga, Ủy viên Ủy ban TWMTTQ Việt Nam, Ủy viên Ủy ban Kinh tế của Quốc hội
Nơi làm việc: 34B Hàn Thuyên, quận Hai Bà Trưng, thành phố Hà Nội
Ngày vào đảng: 7/5/1992
Nơi ứng cử: Bình Dương
Đại biểu Quốc hội khoá: X,XI,XII,XIII
Đại biểu chuyên trách: Không
Đại biểu Hội đồng nhân dân: Không